# 真岡ケーブルテレビ
真岡ケーブルテレビ株式会社（もおかケーブルテレビ）は、かつて栃木県真岡市に本社を置いていたケーブルテレビ局である。負債総額6億800万円により2014年（平成26年）9月19日付けで破産した。2014年11月1日より、真岡市が真岡市ケーブルテレビ施設（愛称：もおかテレビ）として事業を継承した。
真岡市は2015年6月24日に指定管理者として宇都宮ケーブルテレビを選定し、同年9月1日より運営・管理を移管した（2020年3月まで）。
現在は、市より施設一式を借り受けた同社が事業を行なっている。
- 愛称：いちごてれび

## 主な放送チャンネル

### テレビ局
| デジタル | 放送局                   |
| -------- | ------------------------ |
| 011      | NHK総合                  |
| 021      | NHK Eテレ                |
| 031      | とちぎテレビ             |
| 041      | 日本テレビ               |
| 051      | テレビ朝日               |
| 061      | TBSテレビ                |
| 071      | テレビ東京               |
| 081      | フジテレビ               |
| 111      | コミュニティーチャンネル |

- 地上アナログ放送再送信は実施されているが、チャンネルは公表されていない。
- 地上デジタル放送は、地上デジタルチューナー内蔵テレビで視聴できる。

BS放送
- BS放送とCS放送は、STB（セットトップボックス）により視聴する方式となっている。

| デジタル | 放送局   |
| -------- | -------- |
| 101      | NHK BS   |
| 141      | BS日テレ |
| 151      | BS朝日   |
| 161      | BS-TBS   |
| 171      | BSテレ東 |
| 181      | BSフジ   |
| 191      | WOWOW    |
| 192      | WOWOW    |
| 193      | WOWOW    |

CS放送
| デジタル | 放送局                            |
| -------- | --------------------------------- |
| 700      | チャンネル700                     |
| 701      | コミュニティチャンネル            |
| 710      | ショップチャンネル                |
| 711      | QVC                               |
| 712      | ウェザーニュース                  |
| 720      | 食と旅のフーディーズTV            |
| 721      | フジテレビTWO                     |
| 722      | MONDO TV                          |
| 723      | 大人の趣味と生活向上◆アクトオンTV |
| 724      | 囲碁・将棋チャンネル              |
| 725      | LaLa TV                           |
| 730      | J sports ESPN                     |
| 731      | J sports 1                        |
| 732      | J sports 2                        |
| 733      | J sports Plus                     |
| 736      | 日テレG+                          |
| 737      | ゴルフネットワーク                |
| 739      | フジテレビONE                     |
| 750      | チャンネルNECO                    |
| 751      | ファミリー劇場                    |
| 752      | 日本映画専門チャンネル            |
| 753      | 時代劇専門チャンネル              |
| 755      | スーパー!ドラマTV                 |
| 756      | ムービープラス                    |
| 757      | AXN                               |
| 760      | スターチャンネル                  |
| 763      | 衛星劇場                          |
| 764      | 東映チャンネル                    |
| 768      | ホームドラマチャンネル            |
| 769      | V☆パラダイス                      |
| 770      | スペースシャワーTV                |
| 771      | Mnet                              |
| 772      | MTV                               |
| 781      | キッズステーション                |
| 782      | アニマックス                      |
| 790      | 日経CNBC                          |
| 791      | BBCワールドニュース               |
| 793      | 日テレNEWS24                      |
| 796      | ディスカバリーチャンネル          |
| 797      | 動物チャンネル/アニマルプラネット |
| 798      | ヒストリーチャンネル              |
| 810      | グリーンチャンネル                |
| 811      | グリーンチャンネル2               |
| 812      | SPEEDチャンネル                   |
| 150～    | エラボ各種                        |
| 950      | プレイボーイチャンネル            |
| 951      | レインボーチャンネル              |
| 952      | ミッドナイト・ブルー              |
| 953      | パラダイステレビ                  |
| 954      | ピンクチェリー                    |

- JC-HITSを使用している。
- アナログ契約があるが、詳細は公表されず、デジタル契約への移行が勧められている。